# Железнодорожные училища
Железнодорожные училища — профессиональные учебные заведения в Российской империи, Советском Союзе и ряде других стран, которые занимались подготовкой узкоквалифицированных специалистов и рабочих для работы на железных дорогах.

## История
С постоянным усложнением железнодорожного дела к многочисленному штату железнодорожных агентов стали предъявляться все большие требования в плане специальной подготовки. Сведения, приобретаемые практическим путем, стали со временем недостаточными; для всестороннего исполнения задач железнодорожного дела и железнодорожный транспорт стал испытывать острую нехватку людей со специальной теоретической подготовкой. Поэтому уже в ранний период развития железных дорог при высших технических школах стали учреждать кафедры железнодорожного дела как по строительной, так и по механической части, и были введены курсы эксплуатации железных дорог. Однако, со временем и эти кафедры перестали удовлетворять дефицит профессионалов на железных дорогах.
Проблему с кадрами в разных странах решали по своему; свой путь, как водится, избрала и Россия. В 1860-е годы в Ельце, Харькове, Одессе, Белгороде и Москве, под патронажем Министерства путей сообщения Российской империи были созданы первые железнодорожные училища. Опыт сочли удачным и со временем количество железнодорожных училищ постоянно росло (с 26 в 1869 до 47 в 1917 году).
В конце 70-х годов XIX века под началом российского механика Виктора Карловича Делла-Воса, который внес в преподавание новый, до тех пор неизвестный метод Д. К. Советкина — метод систематического преподавания ремёсел, впоследствии ставший основой большинства европейских систем профессионального образования и получившее название «русская система», состоялась реформа железнодорожных училищ Российской империи.
7 апреля 1886 года было Высочайше учреждено «Положение о технических железнодорожных училищах»; вместе с тем в непосредственное ведение Министерства путей сообщения перешли все железнодорожные училища, устроенные и содержащиеся на средства 15-ти рублёвого сбора (на содержание и устройство училищ каждая железная дорога России ежегодно отчисляла по 15 рублей с версты). На основании этого закона в ведение МПС перешли 16 из существовавших в то время технических железнодорожных училищ. В 1888—1889 гг. Министерству путей сообщения были переданы ещё семь училищ, а 1892 году — два. Дельвиговское училище в Москве (ныне Московский колледж транспорта) осталось в ведении своего попечительного совета; затем в ведении частных железнодорожных обществ остались Московско-Рязанское училище (переименованное позднее в Московско-Казанское) и Варшавско-Венское. Согласно вышеназванному «Положению» в железнодорожные училища принимались лица 14-18 лет, «окончившие курс в городских, уездных, двухклассных сельских и церковно-приходских школах» и выдержавшие вступительный экзамен.
Курс обучения в железнодорожных училищах Российской империи был, как правило, трёхлетним, при этом ещё два года отводилось обязательной стажировке по специальности непосредственно на железных дорогах. Структурно училища подразделялись на три основные отделения: механическое, электротехническое и строительное.
В 1912 году в России появился новый вид железнодорожных училищ – училища службы  движения. В этих учебных заведениях готовили весовщиков, конторщиков технического движения, коммерческих конторщиков, таксировщиков, кассиров и начальников станций. В училища службы  движения принимали юношей 17–19 лет, окончивших четырёхклассные городские училища. Продолжительность курса составляла два года и один год обязательной практики по основной специальности.
После октябрьского переворота 1917 года ТЖДУ, как и ФЗУ (школы фабрично-заводского ученичества), были реформированы на большевистский лад. В СССР эти учебные заведения создавались согласно Указу Президиума Верховного Совета СССР от 2 октября 1940 года «О государственных трудовых резервах» (см. статью Государственные трудовые резервы СССР) на базе школ ФЗУ Народного комиссариата путей сообщения СССР и ТЖДУ. Школы созданные по советскому образцу имели аналогичную задачу - подготовку специалистов для работы на железных дорогах, были лишь отменены богословские дисциплины и добавлены предметы восхваляющие советский строй и партийных бонзов. 
В 1958 году технические железнодорожные училища были преобразованы в профессионально-технические училища; после распада СССР ПТУ стали называться в Российской Федерации просто профессиональными училищами.